# ألكسندر بي. غوتمان
ألكسندر بي. غوتمان (بالإنجليزية: Alexander B. Gutman)‏ هو أستاذ جامعي أمريكي، ولد في 7 يونيو 1902 في نيويورك في الولايات المتحدة، وتوفي في 4 مايو 1973.